# Kenneth Eriksson
Kenneth Eriksson, född 1956 i Äppelbo, är en svensk rallyförare. Han körde VM i många år, bland annat för Volkswagen, Toyota, Mitsubishi, Subaru, Hyundai och Škoda.
Kenneth Eriksson blev världsmästare i grupp A klassen i en Volkswagen 1986. Han vann sex VM-rallyn totalt genom åren och blev som bäst trea i VM (1995). Han vann även Asia-Pacific Rally Championship 1995, 1996 och 1997. Eriksson har också vunnit Svenska rallyt tre gånger: 1991, 1995 och 1997.